# Surały
Surały – wieś w Polsce położona w województwie podlaskim, w powiecie kolneńskim, w gminie Grabowo.
Na przełomie lat 1783/1784 wieś, zapisana jako Szurały, leżała w parafii Grabowo, dekanat wąsoski diecezji płockiej i była własnością trzech rodzin szlacheckich: Danowskich, Niedźwiedzkich i Szymanowskich. W 1929 r. majątek ziemski miał tu Aleksander Frączkowski (82 mórg) i Szczepan Podkowicz (79).
W latach 1975–1998 miejscowość administracyjnie należała do województwa łomżyńskiego.
Wierni kościoła rzymskokatolickiego należą do parafii św. Jana Chrzciciela w Grabowie.